# Pesta manxuriana
La pesta manxuriana va ser una pesta pneumònica que es va produir entre 1910 i 1911. Va afectar principalment la zona de Manxúria, tot i que es van notificar alguns casos en altres llocs com Pequín i Tientsin. Com que no hi havia cap vacuna, la plaga va ser molt mortal, estimant que va matar unes 60.000 persones, incloent-hi metges i infermeres.